# Латеральность
Латеральность (лат. laterālis «боковой») — асимметрия или неполная идентичность левой и правой половин тела. Она может проявляться на анатомическом, биохимическом, физиологическом и функциональном уровнях.

## Латеральность у животных
Билатеральная симметрия свойственна всем достаточно высокоорганизованным животным (млекопитающие, птицы, насекомые, рыбы, ракообразные), кроме иглокожих. В других царствах живых организмов она не распространена.
Почти все внутренние органы в грудной клетке и брюшной полости асимметричны по их анатомии, положению и в некоторых случаях физиологии.
Латеральность у животных обычно относят к доминированию конечностей. Так, попугаи предпочитают одну ногу при хватании объектов (например, фруктов при еде). Некоторые исследования свидетельствуют, что большинство попугаев левоноги. Полярные медведи обычно используют левую лапу для охоты. На многих ипподромах скачки идут против часовой стрелки, что облегчает поворот влево лошадям с доминированием правой передней ноги.
Обезьяны тянуться и брать корм предпочитают чаще левой рукой, а «манипулировать» правой. Одни и те же животные в тестах по «хватанию корма» обнаруживали стойкое предпочтение левой руки, а по манипуляционным действиям—предпочтение правой руки (по тесту, требующему двумя пальцами открыть крючок, средний уровень правого предпочтения был 96—97 %). Ни одно животное не проявило сильного обратного предпочтения: правой руки при хватании корма, и левой при манипуляции.
Сиаманги, шимпанзе, орангутаны, гориллы чаще предпочитают правую конечность для начала наземного движения.

## Латеральность у человека
Иммунная гиперчувствительность выше с левой стороны, асимметрия также обнаружена по дерматоглифике. Левая сторона лица имеет более низкий порог болевой чувствительности. Левая часть мошонки опущена ниже правой и эта картина коррелирует с рукостью.
Несмотря на видовую праворукость человека, хватательный рефлекс у новорожденных сильнее выражен у левой руки. При этом участие ладони сильнее слева, а пальцев справа.
Примерная статистика доминирования разных органов:
- Предпочтение правой руки: 88,2 %
- Предпочтение правой ноги: 81,0 %
- Предпочтение правого глаза: 71,1 %
- Предпочтение правого уха: 59,1 %
- Та же рука и нога: 84%
- То же ухо и глаз: 61,8 %

### Латеральность и пороки развития
Неправорукость связана с заячьей губой и этот порок проявляется чаще слева. Врождённый вывих бедра встречается чаще слева (60 %) и также в четыре раза чаще у девочек.